# Pseudojuloides mesostigma
Pseudojuloides mesostigma là một loài cá biển thuộc chi Pseudojuloides trong họ Cá bàng chài. Loài này được mô tả lần đầu tiên vào năm 1981.

## Từ nguyên
Trong tiếng Hy Lạp, từ định danh mesostigma của loài này có nghĩa là "có đốm ở giữa" (mesos: "ở giữa" + stigma: "đốm"), hàm ý đề cập đến đốm đen lớn ở ngay giữa thân và vây lưng của cá đực.

## Phạm vi phân bố và môi trường sống
P. mesostigma có phạm vi phân bố thưa thớt ở Tây Thái Bình Dương. P. mesostigma ban đầu chỉ được biết đến ở ngoài khơi đảo Luzon, Philippines. Khoảng đầu thập niên 2000, P. mesostigma được ghi nhận thêm tại vùng biển ngoài khơi Kōchi, Nhật Bản; trong vịnh Milne, Papua New Guinea; cũng như tại Tonga và Vanuatu.
P. mesostigma sống gần các rạn san hô trên nền đáy cát và đá vụn ở độ sâu trong khoảng từ 25 đến 45 m.

## Mô tả
P. mesostigma có chiều dài cơ thể tối đa được ghi nhận là gần 7 cm. Chúng là loài dị hình giới tính và có thể là một loài lưỡng tính tiền nữ.
Cá đực có màu nâu cam, chuyển sang màu trắng ở dưới bụng với đốm đen lớn ngay giữa thân, lan rộng lên giữa vây lưng. Hai bên thân có các vệt đốm nhỏ màu xanh lam. Đầu màu nâu cam sẫm, chuyển thành màu tím sẫm ở vùng dưới đầu, có các vệt màu xanh lục lam ở đầu. Vây lưng và vây hậu môn màu vàng nhạt; viền màu lam nhạt ở rìa vây hậu môn và đen ở rìa vây lưng (vây lưng còn có thêm dải lam nhạt cận rìa). Vây đuôi có màu đen gần như toàn bộ, ngoại trừ một vùng màu trắng ở phía sau. Vây ngực trong suốt với các tia vây màu đỏ nhạt. Vây bụng màu vàng với các tia vây màu lam nhạt. Mống mắt màu đỏ pha vàng.
Cá cái có nửa thân trên màu cá hồi, chuyển sang màu trắng ở nửa dưới của đầu, bụng và ngực; phớt vàng ở trên đầu. Vây lưng trong suốt, có các tia và gai màu vàng; phớt đỏ cam ở gốc. Vây hậu môn trong suốt, màu hồng cam nhạt. Đuôi trong suốt, có các tia màu vàng cam. Vây ngực và vây bụng trong suốt. Mống mắt vàng tươi.
Số gai ở vây lưng: 9; Số tia vây ở vây lưng: 11; Số gai ở vây hậu môn: 3; Số tia vây ở vây hậu môn: 12; Số tia vây ở vây ngực: 13; Số gai ở vây bụng: 1; Số tia vây ở vây bụng: 5.

### Trích dẫn
- "A Revision of the Labrid Fish Genus Pseudojuloides, with Descriptions of Five New Species" (PDF). Pacific Science. Quyển 35 số 1. 1981. tr. 51–74. {{Chú thích tạp chí}}: Đã bỏ qua tham số không rõ |authors= (trợ giúp)